# 庫爾加尼 (別廖茲諾區)
51°0′13″N 26°38′32″E / 51.00361°N 26.64222°E
庫爾加尼（烏克蘭語：Кургани），是烏克蘭西北部的村莊，隸屬里夫內州的里夫內區。該村始建於1910年，面積0.85平方公里，海拔高度173米，2001年人口544，人口密度每平方公里640人。